# Худ (вулкан)
Худ (англ. Mount Hood, также Маунт-Худ) — стратовулкан. Расположен в Северной Америке, в штате Орегон в США. Находится на севере штата в 50 милях (80 км) к юго-востоку от Портленда. Высота вершины составляет 3426 м. Это самый высокий горный пик в Орегоне и четвёртый по величине в Каскадных горах. По данным Геологической службы США, вулкан считается потенциально активным, вероятность его извержения в ближайшие 30 лет оценена в пределах 3–7 %. Неофициально Худ считается недействующим, здесь развит активный туризм, есть три горнолыжных курорта.